# Coupe d'Islande de football 1960
La coupe d'Islande 1960 de football est la première édition de la Coupe nationale de football.
Elle s'est disputée du 11 août 1960 au 23 octobre 1960, avec la finale disputée au Melavöllur entre le KR Reykjavik et le Fram Reykjavik.
Les équipes de 1. Deild (1re division) ne rentrent qu'en quarts de finale de l'épreuve. Lors des tours précédents, les équipes de 2. Deild (2e division), ainsi que les équipes réserves s'affrontent en matchs simples. En cas de match nul, le match est rejoué.

## Premier tour
| Équipe 1            | Résultat | Équipe 2             |
| ------------------- | -------- | -------------------- |
| Fram Reykjavik B    | 2 - 1    | KR Reykjavik B       |
| ÍB Isafjörður       | 3 - 1    | Valur Reykjavik B    |
| Vikingur Reykjavik  | 0 - 6    | IA Akranes B         |
| Reynir Sandgerði    | 5 - 1    | IKF                  |
| þrottur Reykjavik B | 2 - 1    | Breiðablik Kopavogur |
| ÍB Hafnarfjörður    | 6 - 0    | þrottur Reykjavik    |

## Deuxième tour
| Équipe 1            | Résultat | Équipe 2         |
| ------------------- | -------- | ---------------- |
| ÍB Isafjörður       | 2 - 0    | Fram Reykjavik B |
| þrottur Reykjavik B | 4 - 1    | IA Akranes B     |
| ÍB Hafnarfjörður    | 9 - 0    | Reynir Sandgerði |

## Quarts de finale
- Entrée en lice des 5 clubs de 1. Deild

| Équipe 1            | Résultat | Équipe 2             |
| ------------------- | -------- | -------------------- |
| ÍB Isafjörður       | 4 - 3    | þrottur Reykjavik B  |
| KR Reykjavik (D1)   | 3 - 0    | ÍB Hafnarfjörður     |
| ÍA Akranes (D1)     | 6 - 0    | ÍBK Keflavík (D1)    |
| Fram Reykjavik (D1) | 3 - 3    | Valur Reykjavik (D1) |
| Fram Reykjavik (D1) | 3 - 0    | Valur Reykjavik (D1) |

## Demi-finales
| Équipe 1       | Résultat | Équipe 2      |
| -------------- | -------- | ------------- |
| KR Reykjavik   | 2 - 1    | ÍB Isafjörður |
| Fram Reykjavik | 2 - 0    | IA Akranes    |

## Finale
| 23 octobre 1960 | KR Reykjavik                       | 2 - 0 | Fram Reykjavik | Melavöllur, Reykjavik |
|                 | Gunnar Guðmannsson · Þórólfur Beck |       |                |                       |
|                 | (Rapport)                          |       |                |                       |